# Garfagnana
Garfagnana je historický a geografický region v Itálii. Nachází se na severu Toskánska mezi Apeninami a Apuánskými Alpami a protéká jím řeka Serchio. Největším městem je Castelnuovo di Garfagnana. Region má rozlohu přibližně 620 km².
Garfagnana je hornatá oblast, nejvyšším vrcholem je Monte Prado s 2054 m. Podnebí se vyznačuje hojnými srážkami, které jsou v zimě ve vyšších polohách i sněhové. Převládají lesy, v nichž roste kaštanovník setý a borovice pinie. V údolích se pěstuje pšenice dvouzrnka, která má chráněné označení Evropské unie jako farro della Garfagnana. Vyhlášenou kulinářskou specialitou jsou také místní hřiby. Na zdejších pastvinách se chová plemeno skotu Garfagnina. Zachovaná příroda pomáhá rozvoji agroturistiky. Leží zde chráněné území Parco dell'Orecchiella.
Ve středověku byl region součástí Lukánské republiky, pak zde vládli Estenští. Obyvatelé hovoří dialektem toskánštiny, který má název garfagnin. Pro Garfagnanu je typická tradice lidových léčitelů zvaných segnatori.